# داغمار بيرن
جورجينا داغمار بيرن، الكلية الملكية للأطباء في لندن، الكلية الملكية للجراحين في إدنبره (16 نوفمبر 1866 - 22 أغسطس 1900) كانت طبيبة أسترالية وأول طالبة تدرس الطب في أستراليا.

## النشأة والتعليم
ولدت بيرن في بيجا، نيو ساوث ويلز عام 1866، وهي الابنة الكبرى بين ثمانية أشقاء. توفي والدها، وهو مهاجر إلى أستراليا من الدنمارك، عندما كانت بيرن صغيرة. كان يحاول إنقاذ رجل يغرق في نهر بيجا لكنه غرق. توفي زوج والدتها الثاني، وهو راعي، عندما كانت بيرن في سن المراهقة، ما دفع الأسرة إلى الانتقال إلى سيدني.
كانت والدة بيرن (جورجينا كينيون) تهدف إلى منح جميع أطفالها تعليمًا جيدًا. لذلك سجلت بيرن في كلية سبرينجفيلد للسيدات في بوتس بوينت. نظرًا لعدم رضاها عن المواضيع المعروضة - ومن أبرزها التطريز والسلوك والرقص - أقنعت بيرن والدتها بترتيب دروس خاصة، وتركت المدرسة في السابعة عشرة لدراسة الكيمياء على انفراد.
تقدمت بيرن لامتحانات القبول بالجامعة في العام التالي، واعتقدت في البداية أنها رسبت، ولذلك قررت إنشاء مدرسة خاصة للفتيات، لتديرها بنفسها وشقيقتها فلورنس البالغة من العمر ستة عشر عامًا. عثرت الأختان على مقر في ضاحية تيمبي الجنوبية، وأعدتا المواد وأجرتا مقابلات مع عائلات الطلاب المحتملين، قبل أيام فقط من الوقت المحدد لبداية المدرسة، أبلغت بيرن بشكل غير متوقع بأنها اجتازت امتحانات القبول، وقبلت للدراسة في جامعة سيدني. استمرت فلورنس بيرن بدون أختها الكبرى، وقامت بالتدريس في مدرسة مكونة من ستة طلاب، من بينهم اثنتان من أخوات بيرن الأصغر سنًا.

## الحياة المهنية
التحقت بيرن بالجامعة في عام 1885، حيث كانت تدرس الفنون في الأصل، لكنها انتقلت إلى الطب في عام 1886 عندما تم فتح منصب في الدفعة الثالثة المكونة من خمسة عشر طالبًا.
أصبحت بيرن أول امرأة تدرس الطب في أستراليا، وذلك ضد احتجاجات عميد الطب، البروفيسور أندرسون ستيوارت، الذي كان واحدًا من العديد من كبار الموظفين في الجامعة الذين شككوا داخليًا في قبول الطالبات، على الرغم من قبولهم ظاهريًا. لقد كانت سنة أولى ناجحة في الطب، وحصلت على مرتبة الشرف في جميع المجالات في علم التشريح وعلم النبات والكيمياء وعلم الحيوان، نتائج أكاديمية قوية جدًا. إلا أن سنتها الثانية من الدراسة كانت على يد البروفيسور ستيوارت ولم تحقق نفس نتائج السنة الأولى من دراستها؛ وبالفعل لم تنجح في امتحان آخر. اقترح بعض الكتاب أن ستيوارت خذل بيرن عمدًا أو أعطاها درجات أقل لأنه لا يريد أن تتخرج المرأة في الطب بسبب التحيز. نقلًا عن نتائج بعض زملائها الطلاب في بيرن، الذين حصلوا على درجات أقل بكثير منها في السنة الأولى ولكنهم تمكنوا من تجاوزها في السنة الثانية والسنوات اللاحقة. ومع ذلك، اقترح آخرون أنه على الرغم من التفاني الهائل، كافحت بيرن لمواكبة الطلاب الآخرين في هذا المستوى بسبب عدم تمكنها من الوصول إلى التعليم الثانوي في المواد العلمية.
كانت الطبيبة الإنجليزية إليزابيث غاريت أندرسون (ثاني امرأة في العالم تحصل على التسجيل لممارسة الطب، بعد إليزابيث بلاكويل) تزور أستراليا في جولة محاضرة عام 1888، والتقت بها بيرن أثناء زيارتها. أخبرتها بيرن عن الصعوبات التي تواجهها في دراسة الطب في أستراليا، وروت غاريت أندرسون تجربتها الخاصة أثناء الدراسة، والتي كانت مشابهة جدًا لتجربة بيرن: لم يُسمح لها بإكمال دراستها في إنجلترا وأنهت تعليمها في جامعة باريس بدلًا من ذلك. مستوحاة من تجربة غاريت أندرسون المماثلة، تواصلت بيرن ووالدتها مع نائب رئيس الجامعة، السير هنري ماكلورين، للمساعدة في التأهل للحصول على شهادتها. لكنه رفض، مؤكدا أنه لن تتخرج أي امرأة في الطب أثناء توليه منصب نائب المستشار.
قررت بيرن مغادرة أستراليا، ولكن ليس قبل توديع البروفيسور ستيوارت وإبلاغه بخطتها لإنهاء دراستها في الخارج؛ حاول ستيوارت ثنيها عن مواصلة الدراسة، حيث ربت على رأسها وقال: أنت فتاة لطيفة جدًا بحيث لا يمكنك ممارسة الطب. (ملاحظة: هذا لم يحدث بالفعل) أبحرت إلى إنجلترا مع أختها فلورنسا، التي قررت التخلي عن التدريس ودراسة الطب أيضًا. لقد ورثت الأخوات بعض المال وكان بإمكانهن تحمل تكاليف العيش في لندن. على الرغم من أن والدتهم نصحتهم بترك معظم أموالهم بأمان في أستراليا، لذلك عاشوا بميزانية متواضعة إلى حد ما. انضمت بيرن إلى المستشفى الملكي المجاني، وهو مستشفى تعليمي، في عام 1889.
تقدمت لامتحانات الجمعية العامة للصيادلة عام 1891 ونجحت بعلامات ممتازة في علم التشريح وعلم وظائف الأعضاء، وتابعت الجزء الأخير من دراستها في جامعة لندن. انضمت فلورنسا إلى الجامعة بعد أن اجتازت امتحان القبول. أثناء نجاحها في الجامعة، عانت داغمار في كثير من الأحيان من الالتهاب الرئوي وذات الجنب بسبب ظروفها المعيشية الهزيلة، ولذلك قررت العودة إلى سيدني بمجرد الانتهاء من تعليمها واكتساب بعض الخبرة في الممارسة العملية.